# لوسيت لاغنادو
لوسيت ماتالون لاغنادو (بالإنجليزية: Lucette Lagnado)‏ صحفية وكاتبة مذكرات أمريكية ولدت في مصر لعائلة سورية يهودية. كانت مراسلة لصحيفة وول ستريت جورنال.

## سيرة شخصية
ولد لعائلة يهودية سورية في القاهرة، مصر، درست في بروكلين، مدينة نيويورك وتخرجت من كلية فاسار. كتبت مذكرات حائزة على جوائز عن طفولتها، The Man in the White Sharkskin Suit: My Family's Exodus from Old Cairo to the New World. حصل الكتاب، الذي نشرته شركة إيكو، على جائزة سامي رور للأدب اليهودي لعام 2008. الجائزة، التي يديرها مجلس الكتاب اليهودي ومقره نيويورك، تأتي براتب 100,000 دولار وهي أغنى جائزة نقدية في عالم الأدب اليهودي. تم تسليم جائزة روهر في القدس في نيسان 2008. تم اختيار "The Man in the White Sharkskin Suit" من قبل المنتج أنتوني بريغمان ("Eternal Sunshine of the Spotless Mind")، وفقًا لإعلان في ديسمبر 2008 في موقع Publishers Marketplace.
في سبتمبر 2011، نشرت مجلدًا مصاحبًا لـ "Sharkskin" يحكي قصة والدتها. «سنوات الغطرسة: بحث فتاة واحدة عن شبابها الضائع، من القاهرة إلى بروكلين» (Ecco / HarperCollins) يقارن بين بلوغ الكاتبة سن الرشد في نيويورك مع سن والدتها في القاهرة، مما يكشف كيف أن الاختيارات التي اتخذتها تعني التحرر من تقاليد العالم القديم وفقدان مجتمع مألوف ومريح. وصف الناشر الكتاب بأنه ملحمة عائلية عن الإيمان والهشاشة.

## الحياة الشخصية
في عام 1995، تزوجت من الصحفي دوغلاس فيدين في حفل يهودي في مجمع مانهاتن السفارديم. عاش الزوجان في مدينة نيويورك وساغ هاربور على الطرف الشرقي من لونغ آيلاند.
توفيت في 10 يوليو 2019 عن عمر يناهز 62 عامًا.

## فهرس
- أطفال اللهب: د.جوزيف مينجيل والقصة غير المروية لتوأم أوشفيتز
- الرجل ذو البدلة البيضاء من جلد القرش
- سنوات الغطرسة

## التكريمات والجوائز
- جائزة سامي رور للأدب اليهودي[5]
- جائزة مايك بيرجر[13]
- جوائز Newswomen's Club of New York Front Page (الفائز ثلاث مرات)[14]
- مجلة كولومبيا للصحافة «لوريل»[13]
- جائزة Selden Ring للتقارير الاستقصائية،[15] وصلت للتصفيات النهائية عام 2004

## اقرأ أيضا
- اليهود السوريون
- أمريكيون سوريون
- عرب يهود